# Algiers (film)
Algiers är en amerikansk dramafilm från 1938 i regi av John Cromwell. Filmen är en nyinspelning av den franska filmen Pépé från Marseille från 1937. I filmen gjorde Hedy Lamarr sin första amerikanska filmroll. Algiers nominerades till Oscars i kategorierna bästa manliga huvudroll, bästa manliga biroll, bästa foto och bästa scenografi. Charles Boyer var aldrig särskilt förtjust i filmen då han ansåg att hans skådespel blev begränsat för att efterlikna den första filmen så mycket så möjligt.[källa behövs]

## Handling
Juveltjuven Pepe gömmer sig i Algers kasbah efter att ha flytt Frankrike. En vacker gäst från Frankrike, Gaby lockar ut Pepe från sitt gömställe, något som inte uppskattas av hans älskarinna Ines.

## Rollista
- Charles Boyer - Pepe le Moko
- Hedy Lamarr - Gaby
- Sigrid Gurie - Ines
- Joseph Calleia - Slimane
- Alan Hale - Grandpere
- Gene Lockhart - Regis
- Walter Kingsford - Louvain
- Paul Harvey - Janvier
- Stanley Fields - Carlos
- Johnny Downs- Pierrot
- Charles D. Brown - Max
- Robert Greig - Giraux
- Leonid Kinskey - L'Arbi
- Joan Woodbury - Aicha